# Ханамеель Египтянин
Ханамеель (или Анамеел, Анамеил, Ананель, Ананил) Египтянин — иудейский первосвященник, живший в I веке до н. э.

## Биография
Ставленник Ирода Великого, Ханамеель получил пост первосвященника после трагической смерти Антигона в 37 году до н. э. По словам Мишны (Пара, III, 5), Ханамеель был родом египтянин, по мнению Иосифа Флавия («Иудейские древности», книга XV, 2, § 4) — вавилонянин, правда, из священников, но не из семьи первосвященников. Вскоре, из чисто политических соображений, Ирод сместил его, предоставив тиару первосвященника представителю династии Хасмонеев — Аристобулу. Когда же последний погиб, на трон первосвященника вступил вторично Ханамеель и опять ненадолго. После казни Мариамны в 29 году до н. э. Ирод женился вторично, и первосвященником стал, по его назначению, его тесть Симон, сын Боэтуса.
По словам Талмуда, из семи «рыжих телиц», которые со времени Моисея до разрушения 2-го храма были сожжены для приготовления очистительной золы — одна была сожжена именно Ханамеелем (Чис. 19; Мишна, Пара, III. 3).